# Elecciones parlamentarias de Polonia de 2001
Las elecciones parlamentarias de Polonia se celebraron el 23 de septiembre de 2001 para elegir a los miembros de ambas cámaras de la Asamblea Nacional. La elección concluyó con una victoria abrumadora para el grupo conformado por la Alianza de la Izquierda Democrática (SLD) y la Unión del Trabajo (UP), que logró el 41% de los votos en la cámara baja el Sejm. Se reconoce que las elecciones de 2001 marcan el surgimiento de la Plataforma Cívica (PO) y de Ley y Justicia (PiS) como actores importantes en la política polaca, al tiempo que presencian el colapso absoluto de la Acción Electoral Solidaridad (AWS) y su antiguo socio de coalición, la Unión de la Libertad (UW). La participación electoral en las elecciones de 2001 fue del 46,29%. Solo para esta elección, los asientos de la lista se asignaron utilizando el método Sainte-Laguë en lugar del método D'Hondt.
El contexto para estas elecciones era muy desalentador el desempleo había aumentado del 10 al 16 por ciento en el año anterior a las elecciones y el déficit presupuestario del gobierno se había disparado, obligando a los líderes a buscar recortes profundos y deprimiendo las inversiones. El desarrollo económico que el país había presenciado en el período poscomunista inmediato había beneficiado principalmente a las principales ciudades, fuera de las grandes y medianas ciudades, los pequeños agricultores han tenido que lidiar con el aumento de los costos y la competencia extranjera, mientras que los trabajadores del acero, los trabajadores de las fábricas y los mineros del carbón enfrentan grandes recortes de personal.
Los resultados oficiales de las elecciones mostraron que los comunistas reformados habían expulsado al partido Acción Electoral Solidaridad (AWS), pero carecerían de la mayoría necesaria para gobernar por su cuenta. La Comisión Electoral Central anunció que la Alianza de la Izquierda Democrática (SLD), liderada por ex comunistas pero cuyas políticas son cercanas a los partidos de centro-izquierda de Europa occidental, había ganado el 41,04 por ciento de los votos, el mayor apoyo ganado por cualquier partido desde el movimiento de solidaridad derribó el comunismo en 1989. El SLD había ganado 216 escaños en el Sejm, 12 menos que una mayoría absoluta. La Plataforma Cívica (PO) de corte liberal-conservador quedó en segundo lugar con 65 escaños, seguida por el grupo Autodefensa de la República de Polonia (SRP) con 53 y el nuevo partido de derecha Ley y Justicia (PiS) con 44. El grupoAcción Electoral Solidaridad (AWS) se derrumbó y no ganó un solo escaño.
El 4 de octubre de 2001, Leszek Miller, ex comunista y líder de la Alianza de la Izquierda Democrática (SLD), fue nombrado primer ministro, el décimo desde la transición a la democracia. Dos días después, los consejos del SLD y el Partido Campesino Polaco (PSL) aprobaron formalmente la formación de un gabinete de coalición SLD-PSL que tiene 258 votos en el Sejm de 460 escaños.

## Resultados
| ← Elecciones generales de Polonia Sejm (el Parlamento), 2001 →   |      |         |
| Partido (en cursiva su traducción en polaco)                     | %    | Escaños |
| Alianza Democrática de la Izquierda Sojusz Lewicy Demokratycznej | 41.0 | 216     |
| Plataforma Cívica Platforma Obywatelska                          | 12.7 | 65      |
| Autodefensa de la República de Polonia Samoobrona RP             | 10.2 | 53      |
| Ley y Justicia Prawo i Sprawiedliwość                            | 9.5  | 44      |
| Partido Popular (Polonia) Polskie Stronnictwo Ludowe             | 9.0  | 42      |
| Liga de las Familias polacas Liga Polskich Rodzin                | 7.9  | 38      |
| Minoría alemana                                                  | 0.4  | 2       |

| ← Elecciones generales de Polonia Senat (el Senado), 2001 →                                                                             |         |
| Partido (en cursiva su traducción en polaco)                                                                                            | Escaños |
| Alianza Democrática de la Izquierda Sojusz Lewicy Demokratycznej                                                                        | 75      |
| Bloque de Senado 2001(Plataforma Cívica, Ley y Justicia, Alianza de la Libertad y Movimiento Reconstrucción de Polonia) Blok Senat 2001 | 15      |
| Partido Popular (Polonia) Polskie Stronnictwo Ludowe                                                                                    | 4       |
| Autodefensa de la República de Polonia Samoobrona RP                                                                                    | 2       |
| Liga de las Familias polacas Liga Polskich Rodzin                                                                                       | 2       |
| Otros niezrzeszeni | 2       |